# Herrschaft Königs Wusterhausen
Die königliche Herrschaft Wusterhausen, ab Anfang des 19. Jahrhunderts Herrschaft Königs Wusterhausen genannt, war ein Territorium in der Mark Brandenburg, das zum direkten Besitz des preußischen Königs bzw. der königlichen Familie gehörte. Der Aufbau der königlichen Herrschaft begann 1683 mit dem Erwerb der adligen Herrschaft Wusterhausen; den größten Umfang hatte die Herrschaft um 1740 erreicht. Die Erträge der Herrschaft dienten dazu, dem Kronprinzen oder nachgeborenen Prinzen einen standesgemäßen Lebensunterhalt zu ermöglichen. 1733 wurde die Herrschaft Wusterhausen vom damaligen König Friedrich Wilhelm I. testamentarisch zu einem Familienfideikommiss bestimmt. Die Herrschaft Königs Wusterhausen lag um 1800 verteilt auf zwei markbrandenburgische Kreise, dem Teltowischen Kreis und den Beeskow-Storkowischen Kreis. Heute verteilt sich das ehemalige Herrschaftsgebiet auf die Landkreise Teltow-Fläming, Dahme-Spreewald und Oder-Spree im Land Brandenburg.

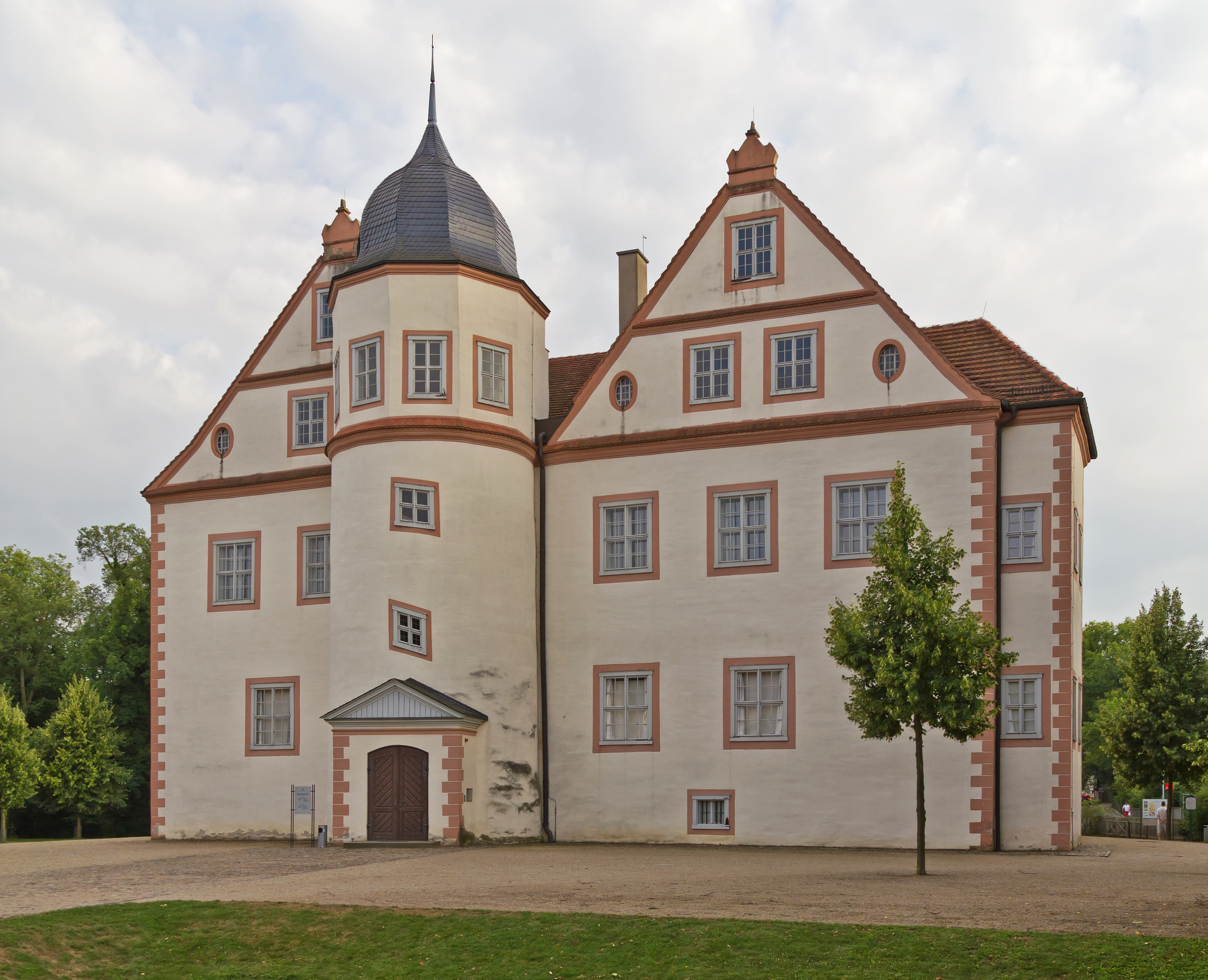
Schloss Königs Wusterhausen

## Geschichte
Die Herrschaft (Königs) Wusterhausen bzw. dessen Ämter waren zunächst keine gewöhnlichen Staatsdomänen, sondern sogenannte Schatullgüter, deren Erlös direkt der kurfürstlichen bzw. der königlichen Familie (ab 1701) und deren Hofhaltung zukam. Die Herrschaft (Königs) Wusterhausen wurde somit als Allodium betrachtet, das heißt persönlicher Besitz der kurfürstlichen bzw. königlichen Familie. Die Erlöse der Herrschaft wurden meist zur Versorgung der preußischen Prinzen verwendet. Nach dem Regierungsantritt von Friedrich Wilhelm I. 1713 wurden die Schatullgüter ebenfalls zu Staatsdomänen erklärt bzw. die vorher gemachten Unterschiede zwischen Domänen- und Schatullämter aufgehoben. Im Testament des Friedrich Wilhelm I. von 1733 wurden allerdings dann doch die Güter näher bestimmt, die zum eigentlichen Besitz des kurfürstlich-brandenburgischen bzw. königlich-preußischen Hauses gehören sollten, darunter die Herrschaft Wusterhausen. Sie wurde damals zur standesgemäßen Versorgung des nachgeborenen Prinzen August Wilhelm bestimmt. Er bestimmte die Herrschaft (Königs) Wusterhausen zu einem Familienfideikommiss.
Im Handbuch über den königlich preussischen Hof und Staat heißt die Herrschaft bis 1804 Herrschaft Wusterhausen, ab dem Handbuch von 1818 Herrschaft Königs Wusterhausen. Aber bereits Friedrich Wilhelm Bratring in seiner Statistisch-topographische Beschreibung der gesammten Mark Brandenburg von 1805 verwendet den Begriff Königs Wusterhausen oder Wendisch-Wusterhausen. Eine sehr frühe Verwendung des Namens Königs Wusterhausen findet sich auch in Anton Friedrich Büschings Zuverlässige Beyträge zu der Regierungs-Geschichte Königs Friedrich II. von Preußen von 1790.

### Die Erwerbsgeschichte im Überblick
1683 begann der damalige Kurprinz Friedrich (ab 1688 Kurfürst Friedrich III. und ab 1701 als Friedrich I. König in Preußen) mit dem Ankauf der adligen Herrschaft Wusterhausen von den Erben des 1682 verstorbenen Geheimen Staatsrates Friedrich von Jena sich eine eigene Herrschaft aufzubauen. 1687 erwarb er Deutsch Wusterhausen von Friedrich Wilhelm Gans Edler Herr zu Putlitz und 1699 Zeesen vom brandenburgischen Minister und preußischen Oberpräsidenten Eberhard von Danckelman. 1688 wurde er als Friedrich III. Kurfürst von Brandenburg, 1701 krönte er sich selber als Friedrich I. zum König in Preußen.
1698 schenkte Friedrich III., damals noch als brandenburgischer Kurfürst, die Wusterhausenschen Güter dem Kronprinzen Friedrich Wilhelm und späteren König Friedrich Wilhelm I. Dieser baute die Herrschaft durch Zukäufe weiter aus. Die meisten Erwerbungen zur Herrschaft Wusterhausen wurden von Friedrich Wilhelm I. getätigt; mit seinem Tod 1740 hörten die Erwerbungen zur Herrschaft im Wesentlichen auf. Für den Erwerb der Güter der Herrschaft Wusterhausen wurden in summa fast eine Million Taler aufgewendet.

### Die Verwaltung der Herrschaft (Königs) Wusterhausen
Die ersten vom Kurprinzen Friedrich erkauften Besitzungen wurden vom Amt Köpenick verwaltet, später durch besondere Kammerräte, die ab 1729 ihren Sitz in Königs Wusterhausen hatten. 1737 wurde die Prinzliche Gesamtkammer in Wusterhausen gebildet. 1764 und 1769 wurden eigene Kammern gebildet, die die Vermögen der Prinzen Heinrich und Ferdinand verwalteten. Ab 1786 hieß die Verwaltungsbehörde Königlich Preußische Domänenkammer in Wusterhausen bzw. Domänen-Kammer zu Wusterhausen. Bis 1799 wurde die Domänen-Kammer zu Wusterhausen durch drei Kammerräte geführt, denen ein Rentmeister und ein Bauinspektor zugeordnet waren. Ab 1800 war der Präsident der Kurmärkischen Kriegs- und Domänenkammer zugleich der Präsident der Domänen-Kammer zu Wusterhausen, dem die drei Kammerräte, ein Rentmeister und ein Bauinspektor untergeordnet waren. Die Justizangelegenheiten der 14 Ämter wurden von zwei Justizbeamten besorgt, von denen einer in Königs Wusterhausen, der andere in Märkisch Buchholz wohnte. 1809 vereinigte König Friedrich Wilhelm III., dass die Domänen-Kammer zu Wusterhausen mit der aus der Kurmärkischen Kriegs- und Domänenkammer neu gebildeten Regierung in Potsdam. Die Regierung in Potsdam behandelte die Herrschaft Königs Wusterhausen und ihre Ämter wie Staatsdomänen. Um 1810 wurde ein Amt völlig aufgelöst, vier Ämter wurden gemeinsam verwaltet, also weitere drei Ämter de facto aufgelöst. 1810 wurden auch zahlreiche Vorwerke in Erbpacht verkauft, da Preußen Geld brauchte zur Begleichung von Kriegsschulden und Reparationen. Um diese Zeit erfolgte auch eine Umwandlung der Ämter in reine Rentämter, das heißt die Eigenwirtschaft auf den Vorwerken wurde aufgegeben und der Amtmann zog nur noch die Geld- und Sachrenten ein. Ab 1844 erfolgte die Verwaltung der Ämter der Herrschaft Königs Wusterhausen als Hausfideikommissbesitz durch die 1843 gebildete Hofkammer der Königlichen Familiengüter. Sie entstand aus der Domänenkammer des Prinzen (August) von Preußen, der 1843 ohne Nachkommen gestorben war. Diese Hofkammer der Königlichen Familiengüter bestand bis 1945. Sie verwaltete im 20. Jahrhundert hauptsächlich größere Forste und einige größere landwirtschaftliche Güter (z. B. in Groß Eichholz und Trebatsch).

### Die Inhaber der Herrschaft (Königs) Wusterhausen
Erster Inhaber der Herrschaft war Kurprinz Friedrich, der spätere König in Preußen Friedrich I. Damals hatte die Herrschaft noch einen sehr bescheidenen Umfang, der in etwa dem späteren Amt Königs Wusterhausen entsprach. 1698 schenkte Friedrich III. seinem Sohn Friedrich Wilhelm I. die Wusterhausener Güter.
In seinem Testament von 1733 bestimmte König Friedrich Wilhelm I., dass seine nachgeborenen drei Söhne, die Prinzen August Wilhelm, Friedrich Heinrich Ludwig und August Ferdinand je 200.000 Taler Kapital erhielten, die entweder sicher verliehen oder für den Ankauf von Gütern verwendet werden sollten, so dass die Prinzen von den davon anfallenden Zinsen und Erträgen einen standesgemäßen Lebenswandel führen konnten. Er bestimmte weiter, dass die Kapitalien bzw. die davon angekauften Güter unveräußerlich und unpfändbar seien. Sie sollten außerdem ein immerwährendes Fideikommiss der königlichen Familie bleiben. Sollte einer der drei Prinzen ohne männlichen Leibeserben sterben, sollte dessen Kapital bzw. die davon angekauften Güter unter den zwei überlebenden Prinzen aufgeteilt werden. Sollte von diesen einer ohne Leibeserben sterben, sollte der letzte überlebende Prinz die 600.000 ausgesetzten Taler alleine bekommen, und sollte der letzte der Prinzen ohne Leibeserben sterben, sollte das den drei Prinzen ausgesetzte Kapital von 600.000 Talern bzw. die davon angekauften Güter wieder an die königliche Familie fallen. So erhielt Prinz August Wilhelm die Herrschaft Wusterhausen (später Herrschaft Königs Wusterhausen genannt), Prinz Friedrich Heinrich Ludwig (Heinrich) das im Herzogtum Magdeburg gelegene Amt Niegripp und Prinz August Ferdinand die im Mansfelder Kreis des Herzogtum Magdeburg gelegenen königlichen Ämter Gerbstedt, Bennstedt, Großörner, Hedersleben, Schraplau. Prinz August Wilhelm hatte die Herrschaft Wusterhausen bis zu seinem frühen Tod im Jahr 1758 inne.
Danach folgte ihm sein Sohn Prinz Friedrich Wilhelm nach, der 1786 als Friedrich Wilhelm II. den preußischen Thron bestieg, da Friedrich II., der Große keine Nachkommen hatte. Danach kam die Herrschaft Wusterhausen gemeinsam an seine beiden Onkel Heinrich und August Ferdinand bis 1788. Danach übernahm Friedrich Wilhelm II. die Herrschaft selber gegen eine jährliche Rente von insgesamt 50.000 Taler an seine beiden Onkel. 1802 starb Prinz Heinrich und August Ferdinand erhielt nun auch den Anteil seines verstorbenen Bruders. August Ferdinand gehörte auch die Herrschaft Rheinsberg. August Ferdinand starb 1813 und sein Besitz fiel an seinen Sohn Prinz August, der 1843 ohne Nachkommen starb. 1843 fielen damit sowohl die Herrschaft Rheinsberg wie auch die Rente von 50.000 Talern aus der Herrschaft Königs Wusterhausen an die herrschende Linie der Hohenzollern zurück.

### Verwaltungsgliederung der Herrschaft
Mit dem verstärkten Ankauf von Güter unter Friedrich Wilhelm I. wurde auch eine effektive Verwaltung der Güter erforderlich. Dazu wurden unterschiedlich große Ämter geschaffen, die von einem Amtmann verwaltet wurden. Die Vorwerke wurden zunächst direkt von diesen Amtspersonen bewirtschaftet. Später wurden die Vorwerke meist verpachtet oder in Erbpacht verkauft. Die Herrschaft Königs Wusterhausen bestand vor 1810 aus folgenden 14 Ämtern:
- Amt Blossin. Das Amt Blossin wurde 1729 mit dem Erwerb des Dorfes Blossin geschaffen. Nach dem Verkauf der Vorwerke wurde es ab 1810 in ein Rentamt umgewandelt, d. h. der Amtmann betrieb keine Eigenwirtschaft mehr, sondern zog nur noch die Renten im Amtsbereich ein. 1829 wurde das Amt Blossin aufgelöst und dessen Aufgaben dem Amt Königs Wusterhausen zugewiesen.
- Amt Buchholz. Das Amt Buchholz wurde 1717 mit dem Erwerb der Herrschaft Buchholz geschaffen. 1824 wurden ihm die Ämter Münchehofe und Teupitz zugeordnet.
- Amt Gallun. Das Amt Gallun wurde 1729 geschaffen und 1810 mit dem Amt Königs Wusterhausen zusammen gelegt. Das Ortschaftsverzeichnis von 1818 führt das Amt Gallun noch als selbständiges Amt auf.
- Amt Groß Machnow. Das Amt Groß Machnow, auch nur Amt Machnow genannt, wurde 1726 gebildet. Es wurde de facto 1810 aufgelöst; das es von diesem Zeitpunkt zusammen mit dem Amt Königs Wusterhausen geführt wurde. Das Ortschaftsverzeichnis von 1818 führt das Amt Groß Machnow allerdings noch als selbständiges Amt auf.
- Amt Kossenblatt. Das Amt Kossenblatt entstand 1736 mit dem Kauf der kleinen Adelsherrschaft Kossenblatt. Noch vor 1818 war das Amt Kossenblatt in ein Rentamt umgewandelt worden. Um 1820 wurde es mit dem Amt Trebatsch vereinigt und aufgelöst.
- Amt Krausnick. Das Amt Krausnick wurde 1728 geschaffen. 1814 wurde das Amt Krausnick in ein Rentamt umgewandelt. 1848 wurden die Amtsgebäude verkauft. Der Amtssitz wurde nach Märkisch Buchholz verlegt und zusammen mit dem Amt Buchholz verwaltet.
- Amt Münchehofe. Das Amt Münchehofe wurde 1728 geschaffen. 1814 wurden die Vorwerke verkauft und das Amt in ein Rentamt umgewandelt. Ab 1824 wurde das Amt Münchehofe zusammen mit dem Amt Buchholz verwaltet, und damit de facto aufgelöst.
- Amt Rotzis. Das Amt Rotzis wurde 1729 mit dem Erwerb des Dorfes Rotzis geschaffen. Es wurde um 1841 wieder aufgelöst.
- Amt Selchow. Das Amt Selchow wurde 1740 geschaffen und 1810 wieder aufgelöst bzw. zunächst zusammen mit dem Amt Königs Wusterhausen verwaltet.
- Amt Tauche. Das Amt Tauche wurde 1735–37 geschaffen und 1810 mit dem Amt Trebatsch vereinigt.
- Amt Teupitz. Die Herrschaft Teupitz wurde 1717 angekauft und als Amt Teupitz in die Herrschaft (Königs) Wusterhausen integriert. Sie wurde um 1824 mit dem Amt Buchholz vereinigt.
- Amt Trebatsch. Die kleine Adelsherrschaft Trebatsch wurde 1730 angekauft.
- Amt Waltersdorf. Das Amt Waltersdorf wurde 1717/8 gebildet und 1836 aufgelöst.
- Amt Königs Wusterhausen. Das Amt Wusterhausen, später Amt Königs Wusterhausen genannt, verwaltete die Güter, die ursprünglich zur alten adligen Herrschaft Wusterhausen gehörten. Amt 1850 war es ebenfalls Rentamt.

1810 wurden vier Ämter de facto aufgelöst: Amt Gallun, Am Groß Machnow, Amt Selchow und Amt Tauche. Nach dem  Ortschafts=Verzeichniß des Regierungs=Bezirks Potsdam nach der neuesten Kreiseintheilung vom Jahre 1817 existierten 1818 noch 13 Ämter (das Amt Tauche wird nicht mehr aufgeführt). Das Handbuch über den königlich preussischen Hof und Staat für das Jahr 1818 führt die Ämter Gallun, Groß Machnow und Selchow allerdings bereits zusammen unter dem Amt Königs Wusterhausen auf, das von einem Rent-Beamten namens Decker verwaltet wurde. Im Handbuch von 1824 sind die Ämter Gallun, Groß Machnow und Selchow ebenfalls noch unter dem Amt Königs Wusterhausen erwähnt. Dagegen werden sie im Handbuch von 1832 nicht mehr genannt.
1844 bestanden nur noch vier Ämter: Amt Buchholz, Amt (Königs) Wusterhausen, Amt Krausnick und das Amt Trebatsch.

## Belege